# Komořany
Komořany (in tedesco Gundrum) è un comune della Repubblica Ceca facente parte del distretto di Vyškov, in Moravia Meridionale.